# Ruta de la Plata (centro comercial)
Ruta de la Plata es un centro comercial ubicado Cáceres capital, en el barrio de Cabezarrubia, en el distrito oeste de la ciudad,  se convirtió en el primer centro comercial “verdadero” en sus características de Extremadura.

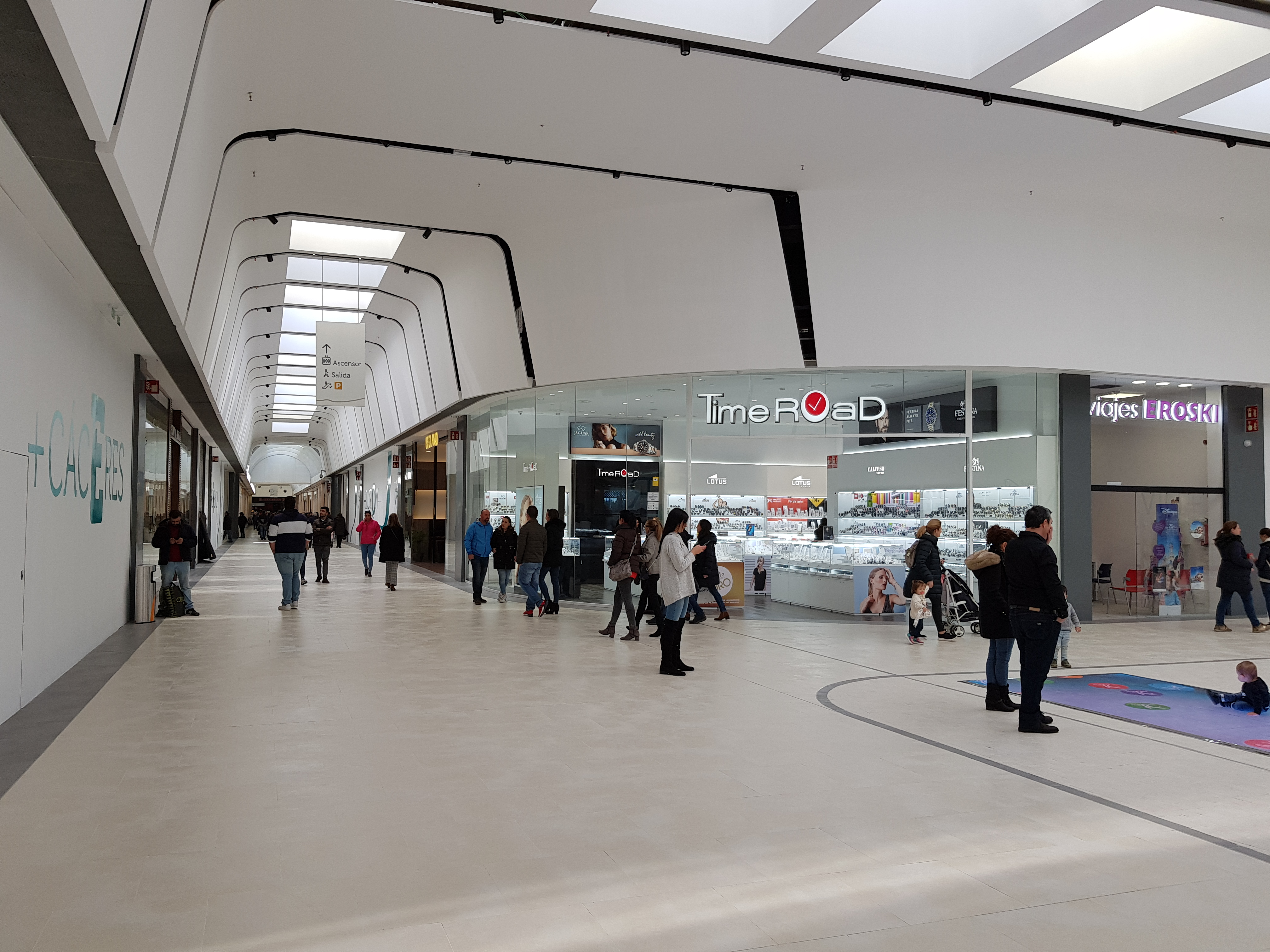
Interior del centro comercial Ruta de la Plata

## Historia
Inaugurado en 1993 el centro fue promovido, construido y gestionado en su origen por Desarrollo Inmobiliario Comercial (Deyco), una empresa española que traspasó su parte en 1996 a CCM, del grupo nacional Metrovacesa, adquirido por el grupo Corio cuatro años después.
En 2015, pasó a manos de la firma francesa Klépierre, al comprar esta el Grupo Corio España, y finalmente pasa a manos de la sociedad ActivumSG (ASG Iberia), actual propietaria de todo centro comercial, ya que a finales de 2018 adquirió también la parte del centro comercial correspondiente a las instalaciones del Hipermercado Eroski, que ocupaban en régimen de alquiler este espacio propiedad de la firma Paddiel, que incluían la sala de ventas, oficinas, almacenes, y el patio de mercancías, este último lugar es donde se está realizando la ampliación del centro comercial aprovechando una reserva de edificabilidad que nunca fue ejecutada.

## Características y dimensiones
El Centro Comercial Ruta de la Plata tiene una superficie total edificada de 47 079 m² (metros cuadrados), de los que 25 006 m² corresponden al aparcamiento situado en la planta inferior, con una capacidad de 1000 plazas de aparcamiento, en la planta superior se encuentra el centro comercial propiamente dicho, ampliado y reformado en su totalidad después del cierre del Hipermercado Eroski y la venta de su espacio a la sociedad ASG Iberia, actual propietaria de todo el centro comercial, así pues, después de la reforma y ampliación el centro comercial cuenta con una SBA de 22 072 m², estando dentro de la tipología de centro comercial mediano.

## Oferta de marcas
El Centro Comercial Ruta de la Plata ya contaba justo antes de la ampliación, con una amplia presencia de primeras marcas de moda, complementos, calzados, decoración, restauración, telefonía, perfumería y maquillaje, videojuegos, y otros servicios,  distribuidos en  64 locales entre las que destacan  Zara, Pull&Bear, Stradivarius, Bershka, Massimo Dutti, Cortefiel, Springfield, Woman Secret, Inside, Celop, Calzedonia, Game, Primor, Kiko Milano, Marypaz, Benavente, Tino Gonzalez, Bijou Brigitte, Parfois, Misako, Flying Tiger, Belros, Burger King, Pans&Company, Lizarran, etc.
Con la posterior ampliación y reforma de las instalaciones ejecutada en 2019, se sumaron 21 nuevos locales más, con nuevas marcas entre las que destacan Mercadona, H&M, Mango, Sprinter, Punt Roma, JD Sports, Time Road, Nuñez de Arenas, etc.